# 張可復
张可复（882年—954年），字伯恭，五代十国后梁、后唐、后晋、后汉、后周官员，德州平原人。
父亲张达，赠户部侍郎。张可复略通儒术，年轻时学习吏事。后梁末年，漫游到魏州，被邺王罗绍威保举为安阳主簿。后唐天成初年，在青州晋公霍彦威麾下为从事。霍彦威以他滑稽好避事，称他为“奸兔儿”。长兴年间入朝，拜监察御史，六次升迁至兵部郎中，赐金紫。后晋天福年间，自西京留守判官入朝为秘书少监，改任左司郎中。开运年间，升任为左谏议大夫。后汉乾祐初年，湘阴公刘赟镇徐州，朝廷任命他为武宁军节度副使、检校礼部尚书。后周时，柴荣镇守澶渊，张可复改任镇宁军节度行军司马。广顺三年，征拜给事中。周世宗嗣位，以他为澶渊幕府旧人，拜右散骑常侍。显德元年秋，因病去世，年七十三岁。制赠户部尚书。张可复没有其他才干，只是小心谨慎维持到晚年，加之迂腐懦弱，多被同列轻佻之人欺侮。